# Colostrum

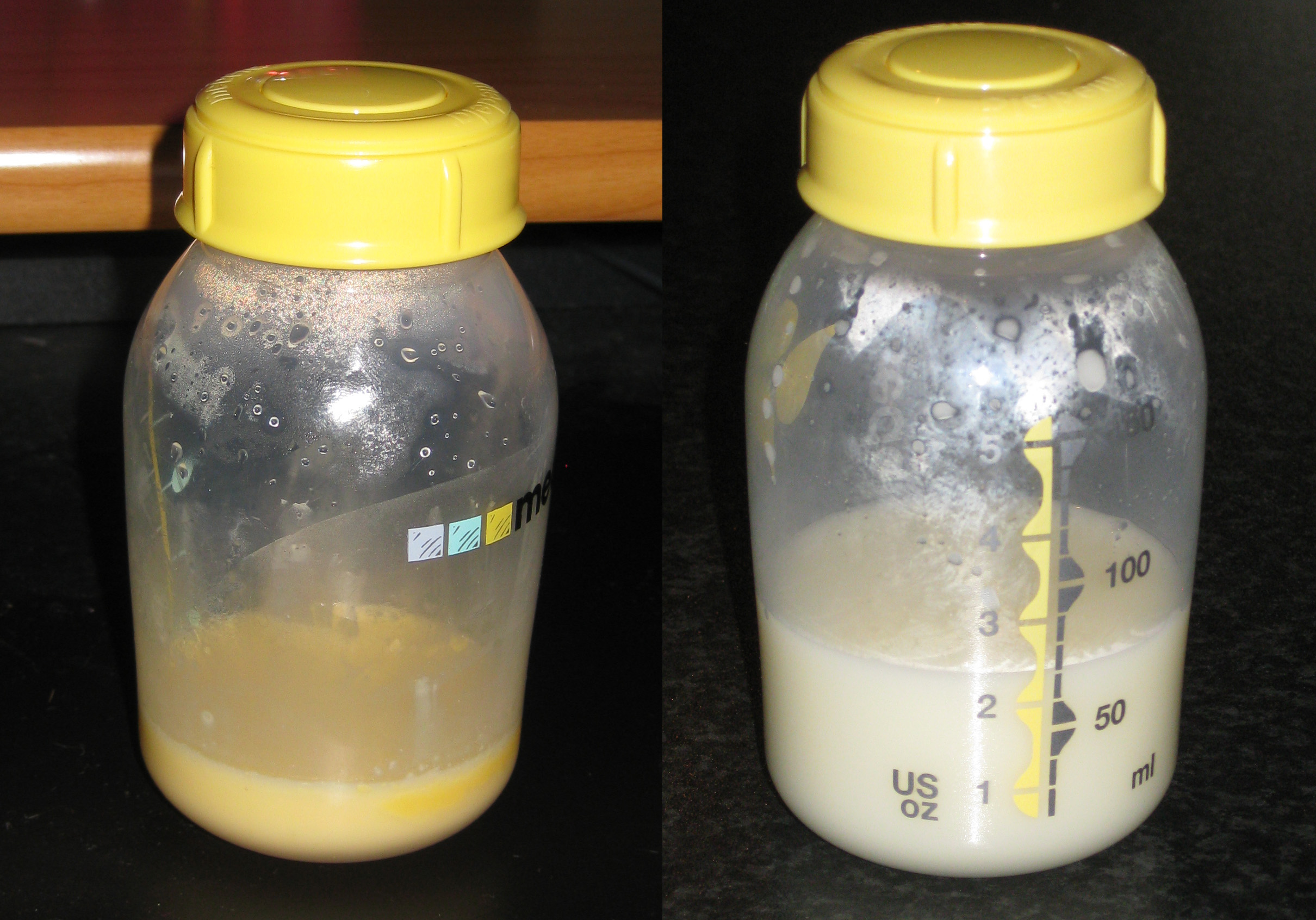
Links de melk van de vierde dag van borstvoeding, rechts de moedermelk van de achtste dag. Colostrum geeft de melk een gele tint.

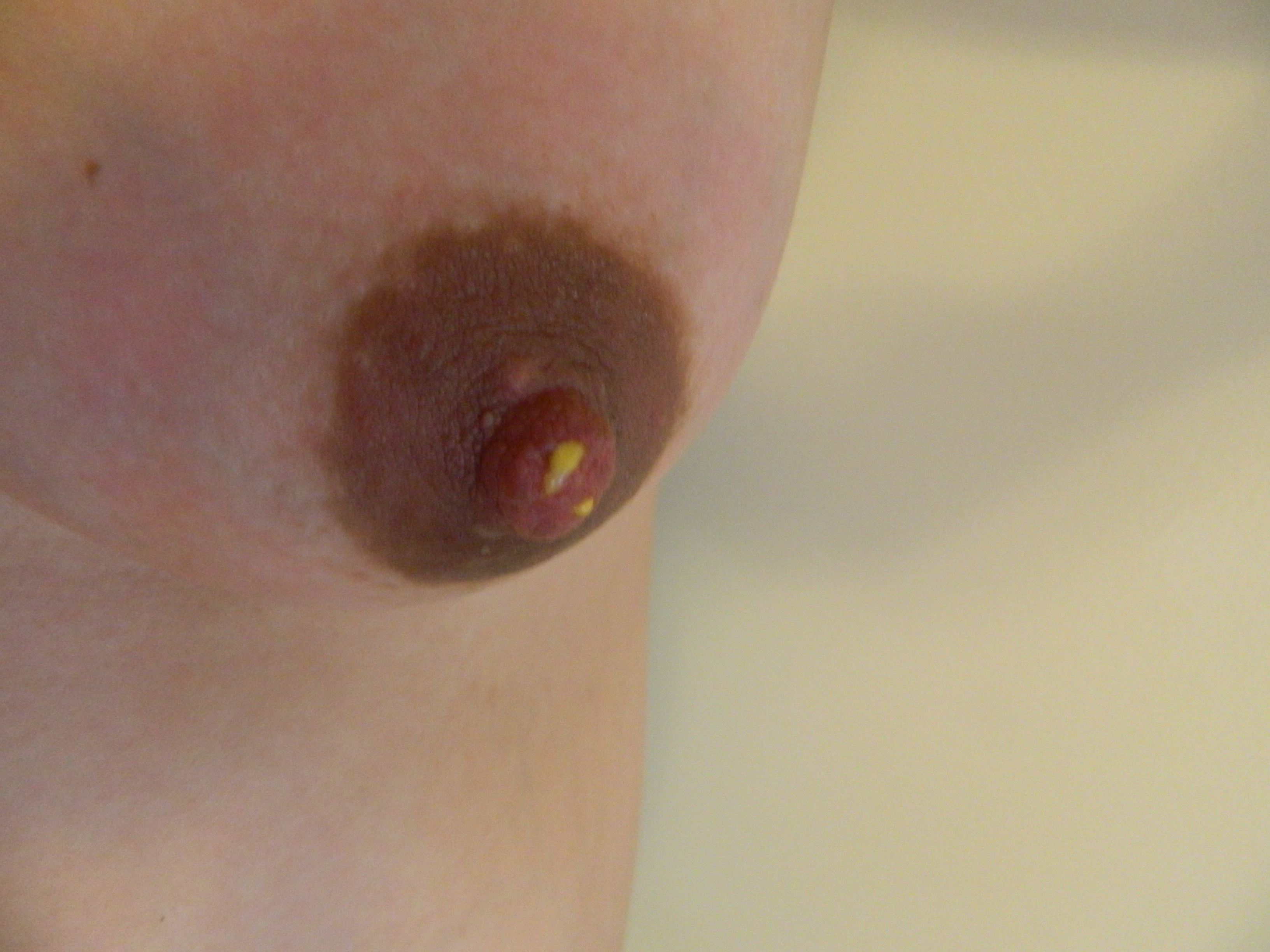
Colostrum aan de tepel van een veertig weken zwangere vrouw

Colostrum is de melk die de eerste paar dagen na een bevalling door de borsten van een vrouw wordt geproduceerd.  Ook tijdens de zwangerschap kan colostrum uit de borsten komen. Bij landbouwhuisdieren noemt men het colostrum meestal biest.
Colostrum is meestal gelig van kleur en vrij dun. Deze melk bevat lactose en eiwitten, maar (bij de mens) vrijwel geen vet. Het bevat daarnaast veel mineralen, de in vet oplosbare vitaminen A en E en immunoglobulinen, die de pasgeborene tegen infecties beschermen zolang het eigen immuunsysteem nog niet goed genoeg is ontwikkeld.
Een pasgeboren kind heeft een onvolgroeid en klein maag-darmstelsel, en colostrum levert de voedingsstoffen in geconcentreerde vorm. Deze melk heeft een licht laxerende werking en stimuleert daardoor het uitwerpen van de eerste ontlasting, die meconium wordt genoemd en die vrij hard kan zijn. Hierdoor wordt overtollige bilirubine opgeruimd, een afvalproduct van dode rode bloedcellen dat bij de geboorte in grote hoeveelheden wordt aangemaakt, en helpt geelzucht te voorkomen.
Colostrum bevat immuuncellen (zoals lymfocyten) en veel immunoglobulinen als IgA, IgG en IgM. Bij te vroeg geboren baby's kan wat IgA in het bloed worden opgenomen via de epitheelcellen van het maag-darmstelsel, maar bij voldragen baby's wordt er zeer weinig opgenomen. Dit komt door het "afsluiten" van het epitheel van de menselijke darmen voor grote moleculen (kalveren nemen ook na de geboorte nog immunoglobuline uit de melk op).
Colostrum omvat de belangrijkste componenten van het aangeboren immuunsysteem, zoals lactoferrine, lysozym, lactoperoxidase, complementsysteem en proline-rijke polypeptiden. Ook een aantal cytokinen wordt in colostrum gevonden, waaronder interleukinen, tumornecrosefactor en chemokine. Colostrum bevat tevens een aantal groeifactoren.